# Marnixplantsoenen

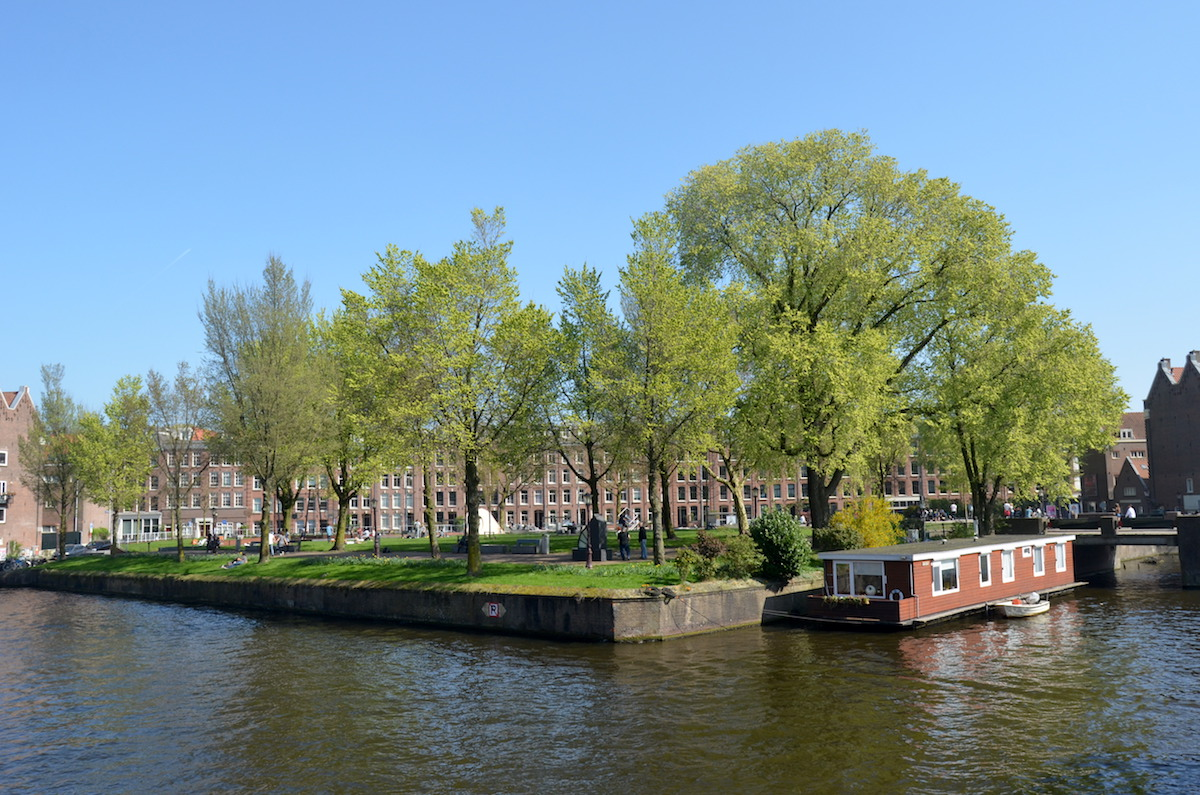
Het Eerste Marnixplantsoen, voorheen bolwerk Haarlem, is de enige plek langs de Singelgracht dat nog de puntvorm heeft van een bolwerk.

De Marnixplantsoenen zijn het Eerste en Tweede Marnixplantsoen, grenzend aan de Marnixkade en de Marnixstraat in Amsterdam-Centrum.

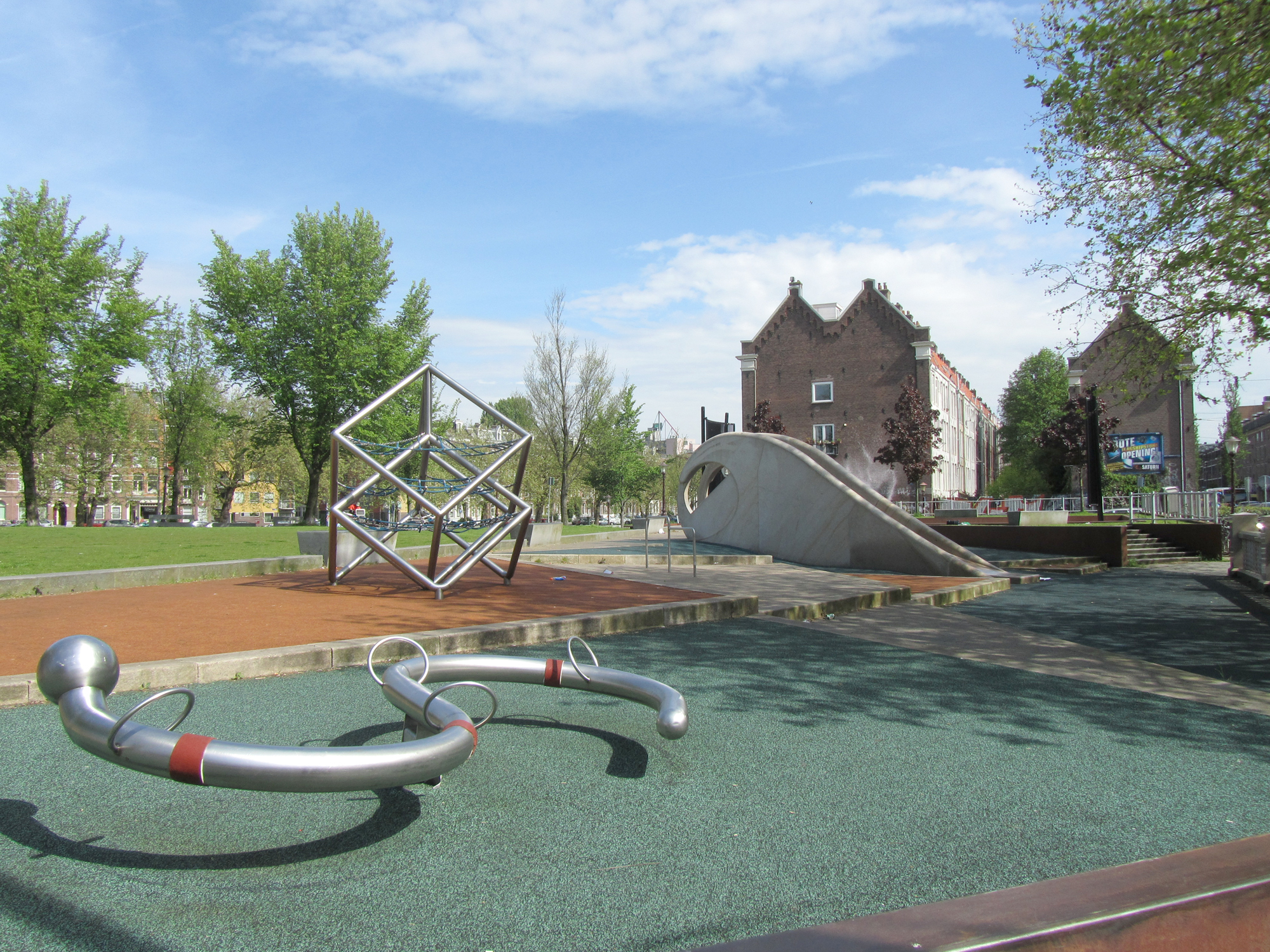
Eerste Marnixplantsoen

- Het Eerste Marnixplantsoen, met kinderspeeltoestellen en een skatebaan, ligt aan de Marnixstraat ter hoogte van nr. 91 en nr. 46 bij de Rotterdammerbrug en de Jacob Catskade. Er is een titelloos werk van Sigurður Guðmundsson te vinden.
- Het Tweede Marnixplantsoen ligt aan de Marnixstraat ter hoogte van nr. 285 en nr. 144 bij de Raampoort en de Bloemgracht. Hier staat het anoniem geplaatste beeld De Blauwe Vioolspeler en het beeld Steen in drieën gespleten van Pjotr Müller. Ook De trap van Steffen Maas en K. Schippers is er te vinden.

Het Marnixplein ligt aan de Marnixstraat ten zuiden van nummer 213, bij het westelijke einde van de Westerstraat. Hier staat Het Marnix, een sportcomplex met onder meer twee zwembaden.